# Iwan Andrejewitsch Sluchai

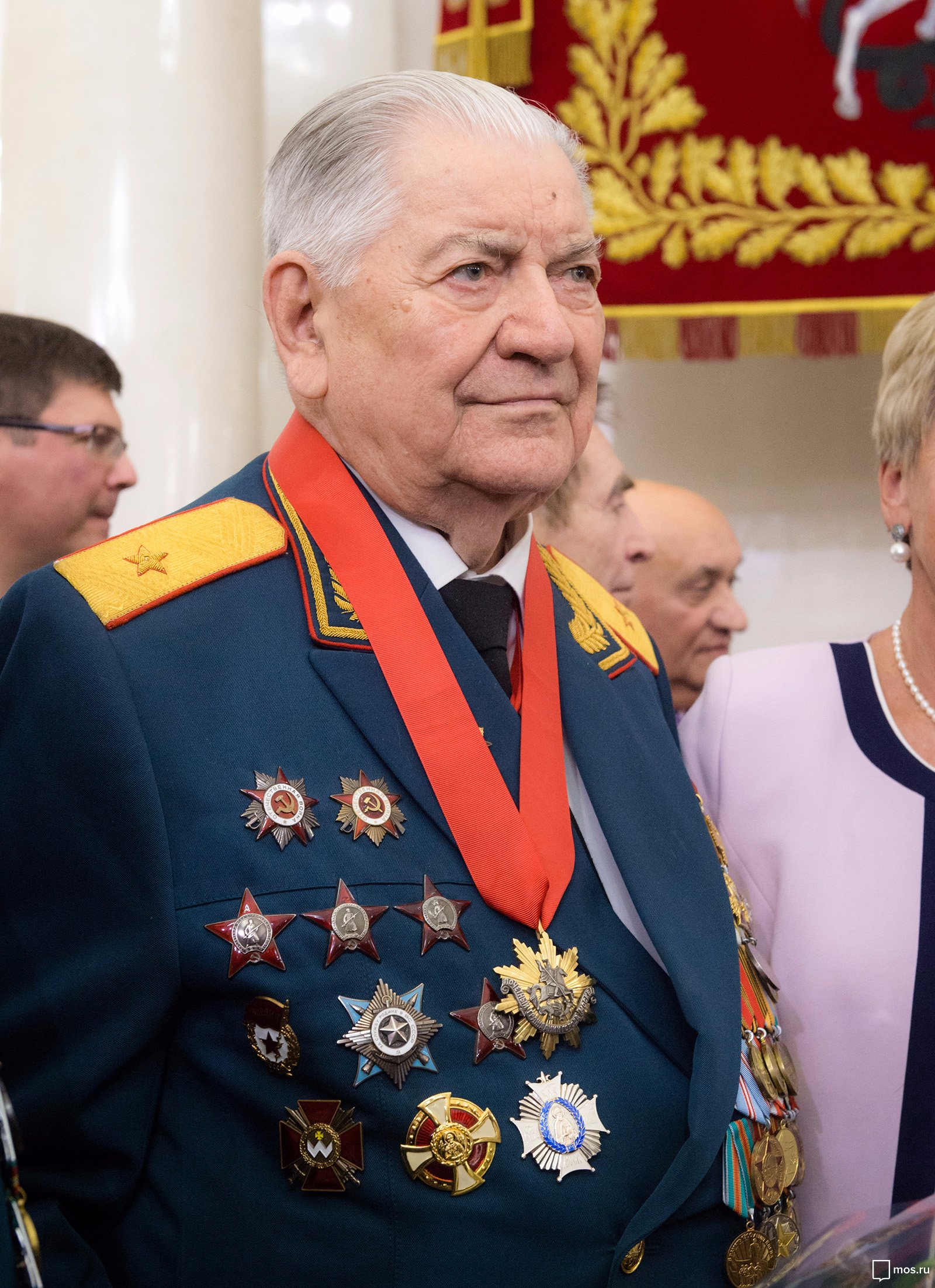
Iwan Sluchai (2016)

Iwan Andrejewitsch Sluchai (russisch Иван Андреевич Слухай, * 5. Dezember 1924 in Uspenka, Baschkirische Autonome Sozialistische Sowjetrepublik; † 16. April 2025 in Moskau) war ein sowjetischer bzw. russischer  Offizier.

## Biografie
Er arbeitete zunächst im Auftrag der Komsomol als Lehrer in der Region Orenburg und wurde dann Leiter einer Grundschule. Er meldete sich freiwillig beim Militärregistrierungs- und Einberufungsamt und wurde zur Ausbildung an der Odessaer Infanterieschule, die in die Stadt Oral evakuiert wurde, geschickt. Nach dem Abschluss seiner Ausbildung wurde er nach Stalingrad geschickt. Im Dezember 1942 beseitigte er mit seinem 82-mm-Mörser eine eingekesselte Gruppe deutscher Truppen. Als ein Zugführer in einer der Schlachten fiel, ersetzte er ihn und wurde zum Leutnant befördert. Bei der Annäherung an Belgorod befehligte Sluchai eine Kompanie, und am Tag der ersten Feier zu Ehren der Befreiung von Belgorod und Orjol wurde er zum Komsomol-Organisator seines Bataillons ernannt.
Er war an Kampfhandlungen in Charkiw, Poltawa, am Dnepr, Dnister, der Donau und der Operation Jassy-Kischinew beteiligt. Im Herbst 1944 führte er eine Delegation an, die die deutschen Truppen in Belgrad überredete sich zu ergeben. Seine letzte Kampfhandlung fand am 20. Mai 1945 statt, als er im Vorland in Österreich Truppen besiegte, die sich nicht ergeben wollten.
Nach dem Krieg wurde er im Moskauer Luftverteidigungsbezirk stellvertretender Kommandeur eines Flugabwehrraketenregiments. 1956 absolvierte er die Militärpolitische Lenin-Akademie. Die politische Abteilung wurde schnell auf einen erfahrenen Beamten mit Frontausbildung aufmerksam und stellte ihn als Abteilungsinspektor ein. Er musste mehrmals an Inspektionen der Bezirkstruppen teilnehmen. Dann diente Sluchai in der politischen Hauptdirektion und leitete die politische Abteilung des Luftverteidigungskorps in der Arktis. In den letzten 15 Dienstjahren arbeitete er im Raketen- und Weltraumabwehrsystem des Landes und beteiligte sich direkt an dessen Schaffung, Bildung und Entwicklung.
1987 schied er im Rang eines Generalmajors aus der Armee aus. Danach wurde er Vorsitzender des Moskauer Komitees der Kriegsveteranen. Er veröffentlichte mehr als 500 Artikel und Essays in Zeitschriften und verfasste von 1965 bis 1967 drei Bücher. Er lebte in Moskau.

## Auszeichnungen (Auswahl)
- Orden des Roten Sterns[2]
- Bulgarischer Rotbannerorden[2]
- Orden des Vaterländischen Krieges I. & II. Klasse[2]
- Orden „Für den Dienst am Vaterland in den Streitkräften der UdSSR“[2]
- Orden der Völkerfreundschaft[2]
- Mehrere Medaillen für die Befreiung und Eroberung von Städten[2]